# Tales of Monkey Island
Tales of Monkey Island ist der fünfte Titel der Computerspielserie Monkey Island. Anders als die vier Teile der Hauptreihe wurde Tales of Monkey Island nicht mehr von LucasArts, sondern von der Firma Telltale Games entwickelt, die das Spiel ursprünglich in Form einer Serie von fünf Episoden für Windows und die Wii veröffentlichte, LucasArts war lediglich Lizenzgeber. Die Episoden Launch of the Screaming Narwhal, The Siege of Spinner Cay, Lair of the Leviathan, The Trial and Execution of Guybrush Threepwood und Rise of the Pirate God erschienen zwischen Juli und Dezember 2009 als Download in meist sechswöchigem Abstand. Später folgten Gesamtfassungen und Veröffentlichungen auf Datenträgern.

## Handlung

### Episode 1:Launch of the Screaming Narwhal
Zu Beginn der Geschichte muss Guybrush seine Frau Elaine aus den Fängen des Geisterpiraten LeChuck befreien, der ihr Schiff gekapert und sie gekidnappt hat. Guybrush segelt mit seinem Schiff zu Elaines Schiff und versucht LeChuck mit einem Säbel, der in selbstgemixtes Root Beer getunkt worden ist, außer Gefecht zu setzen. Statt LeChuck zu besiegen, wird er stattdessen zum Leben erweckt und ein Teil seines bösen Geistes wandert direkt in Guybrushs Hand, die fortan nicht mehr zu kontrollieren ist. Das Schiff explodiert, da versehentlich Pulverfässer in Brand gesetzt werden, und Guybrush wird als Schiffbrüchiger an den Strand von Flotsam Island gespült.
Auf Flotsam Island erfährt er von den Piraten vor Ort, dass sämtliche Winde auf Flotsam Island zuwehen und keine davon weg. Die Insel ist also eine Falle für alle, da ein Entkommen per Schiff unmöglich ist. Guybrushs Aufgabe ist es nun, das Geheimnis der Winde herauszufinden, um ihre Wirkung aufzuheben. Zuerst muss er aber einem hiesigen Zeitungsverleger helfen, gute Storys für seine Zeitung zu recherchieren, um von ihm wichtige Hinweise zu erfahren. Diese Storys liefert er mit seinem Verhalten selber, und zwar verursacht er eine Schlägerei in einem Club, ermöglicht eine Schatzsuche und erobert das angelegte Schiff Screaming Narwhal.
Im zweiten Teil der Episode muss er hinter das Geheimnis einer Windsteuerungsmaschine kommen, die die Urbewohner der Insel gebaut haben und die nun sämtliche Winde einsaugt. Guybrush findet heraus, dass der erste westliche Bewohner der Insel, ein französischer Arzt mit Namen Marquis de Singe, diese Maschine entdeckt und in Betrieb gesetzt hat, um Patienten an seine Insel zu spülen. Die Maschine kann durch sogenannte Idole, eine Art Nummernschlösser, gesteuert werden, die auf der Insel verteilt sind. Guybrush kann schließlich den Effekt der Maschine umkehren. Die Winde blasen nun von der Insel weg, und Guybrush kann mit seinem Schiff Screaming Narwhal zu Elaines Schiff zurücksegeln. Dort sieht er per Fernrohr, dass LeChuck ihr Avancen macht. Die Episode hört auf, als der Spieler eine weibliche Stimme hört, die Guybrush zu kennen scheint und ihn mit ihrem Säbel bedroht.

### Episode 2:The Siege of Spinner Cay
Guybrush wird von einer Piratenjägerin namens Morgan LeFlay bedroht, die von Marquis de Singe angeheuert wurde, Guybrushs infizierte Hand zu erbeuten. In einem erbitterten Kampf verliert Guybrush seine Hand, schafft es jedoch, Morgan loszuwerden. Nachdem Guybrush nun einen Enterhaken statt der verlorenen Hand einsetzt, segelt er zu den Jerkbait Islands, wo er wieder auf Elaine samt dem wiedergeborenen LeChuck trifft. Derweil ist Elaine mitten in den Konflikt zwischen den Meerjungfrauenbewohnern der Jerkbait Islands und den von Pocken infizierten Piraten geraten. Die Piraten wollen drei Artefakte der Inselbewohner erbeuten, die ihnen ermöglichen sollen, La Esponja Grande, den Großen Schwamm, zu finden, das einzige Heilmittel gegen Pocken von LeChuck. Um ihren Forderungen Nachdruck zu verleihen, belagern die Piraten die Inseln.
Nachdem Guybrush die Artefakte gesammelt hat und zur Stätte der Esponja Grande aufbricht, erscheint Morgan LeFlay wieder, nun mit dem Auftrag, den Rest von Guybrushs Körper an de Singe zu liefern. Doch im entscheidenden Moment wird die Narwhal von einer riesigen Rundschwanzseekuh verschluckt.

### Episode 3:Lair of the Leviathan
Im Inneren der Seekuh trifft Guybrush auf einen Abenteurer namens Coronado De Cava, der ebenfalls auf der Suche nach La Esponja Grande ist. Er überzeugt ihn und seine Crew, in die Mannschaft aufgenommen zu werden. Nun kann er die männliche Seekuh zum Paarungsplatz der Meeresungeheuer und Aufbewahrungsort von La Esponja Grande führen. Dort angekommen versperrt ihm die weibliche Seekuh den Weg zum Riesenschwamm. Nachdem Guybrush einen Weg gefunden hat, mit den Seekühen zu kommunizieren, kann er das Weibchen aus ihrer Höhle locken und den Schwamm in Besitz nehmen. Wieder auf seinem Schiff angekommen beansprucht De Cava den Riesenschwamm für sich, doch Guybrush kann ihn am Ende mit Hilfe der Riesenseekühe besiegen. Er wird allerdings wenig später von Morgan LeFlay k. o. geschlagen.

### Episode 4:The Trial and Execution of Guybrush Threepwood
Guybrush wird von Morgan LeFlay zurück nach Flotsam Island gebracht, und an den Marquis de Singe ausgeliefert. Dort angekommen wird er jedoch nicht von De Singe, sondern vom Piratengericht in Gewahrsam genommen und in vier Punkten angeklagt. Er soll ein „X“ zerstört, einen Oberschenkel vernarbt, eine Katze zum Erstarren erschreckt und eine „Ninja-Dave“-Actionfigur gefälscht haben. Gut argumentiert, fällt Richter W. P. Grindstump kurz vor dem Freispruch ein weiterer Anklagepunkt auf der Rückseite der Schrift auf, der sich auf die Verursachung der Voodoopocken bezieht. Mit Hilfe seiner Frau Elaine und dem freundlichen LeChuck wird er jedoch schließlich freigesprochen.
Allerdings sitzen nun LeChuck und die Voodoo Lady im Gefängnis und Elaine wurde noch nicht von den Pocken befreit. Also sucht Guybrush abermals Rat bei der Voodoo Lady, die ihm eine Speisekarte gibt, mit der man Esponja Grande beim „Fest der Sinne“ vergrößern kann. Während er die Zutaten besorgt, findet er Morgan LeFlay im Laboratorium des Marquis – beim Wiedergutmachungs-Versuch seine Voodoohand zurückzubeschaffen mit einem Säbel erstochen. Guybrush versteht ihre letzten Worte jedoch nicht genau und nimmt an, De Singe hätte sie ermordet. Als Guybrush alle Zutaten für das Fest der Sinne beisammenhat, eilt er zur mittlerweile reparierten Windmaschine, wo er De Singe dabei ertappt, wie er die pockeninfizierte Elaine mittels der Windmaschine pulverisieren und in der Karibik zerstäuben will. Dadurch erhofft sich De Singe Unsterblichkeit, da er aus den Pocken eine Art Lebenselixier (den Juice de Vie) herstellt.
Stattdessen und aus Rache für den mutmaßlichen Mord an Morgan wird De Singe selbst nun dieses Schicksal zuteil. Guybrush positioniert La Esponja Grande in der Tröte des Windkanals (letzter Menügang des „Fests der Sinne“) und bringt la Esponja Grande damit auf seine wirksame Größe – der daraufhin die Voodopockenwolke in sich aufsaugt. Mangels Tatbestand nun aus dem Gefängnis entlassen, kreuzt dann LeChuck auf. Nicht mehr so freundlich wie zuvor, bringt er Guybrush kurzerhand um, und verwandelt sich mit der gesammelten Voodoo-Energie aus dem Esponja Grande in einen Zombie zurück, der die nun verwitwete Elaine heiraten will.

### Episode 5:Rise of the Pirate God
Im letzten Teil erwacht Guybrush als Geist im Jenseits. Nachdem er sich aus seinem Grab befreit hat, kann er mit einem Skelett-Fährmann zum Scheideweg gelangen, von dort aus zu drei weiteren Destinationen: Schwertkampf, Diebesversteck und Schatzsuche. Nachdem er mithilfe von einigen Dingen und der Geist-Morgan LeFlay eine Spalte zum Diesseits herstellen konnte, landet er auf dem Geisterschiff von LeChuck, der Elaine mithilfe der Voodoo-Kräfte aus dem Esponja Grande zu seiner untoten Ehefrau macht.
Um zu verhindern, dass LeChuck die ganze Karibik beherrscht, muss Guybrush nun den Esponja Grande auf eine Abmagerungskur schicken. Dafür erhält er Hilfe von der Voodoo Lady, die ihm erst dazu verhilft, seine Seele mit einem speziellen Voodoo-Klebegummi wieder mit dem Körper zu vereinigen. Dann hilft sie ihm erneut, indem sie durch eine tote Seemöwe spricht. Nachdem Guybrush seine zwei „Körperteile“ wiedervereinigen konnte, gelingt es ihm auch, mit höchst ungewöhnlichen Dingen den Esponja Grande wieder auf sein ursprüngliches Maß als Esponja Pequeño (Kleiner Schwamm) zu schrumpfen.
Zurück auf dem Schiff von LeChuck muss Guybrush nun verhindern, dass der Zombiepirat das Drei-Insel-Reich unterjocht. Dank der tatkräftigen Unterstützung von Elaine und Morgan kann Guybrush LeChuck im Raumspalt einklemmen und der Zombiepirat wird endgültig erledigt. Dafür sitzt unser Held nun im Jenseits als Zombie fest. Mithilfe des Diamantrings von Elaine kommt Guybrush jedoch kerngesund auf sein Schiff im Reich der Lebenden zurück und segelt mit Elaine in den Sonnenuntergang zu neuen säbelrasselnden und brandschatzenden Abenteuern.
Nach dem Abspann sieht man in der letzten Szene, wie Morgan den in einem Gefäß gefangenen LeChuck in Plasmaform an die Voodoo Lady übergibt. Mit einem triumphierenden Lachen der Hexenmeisterin endet das Abenteuer.

## Spielprinzip und Technik
Tales of Monkey Island ist ein 3D-Point-and-Click-Adventure. Aus Polygonen zusammengesetzte, dreidimensionale Figuren agieren in ebenfalls dreidimensionalen Kulissen. Zum Einsatz kam die vom Hersteller selbst entwickelte Engine Telltale Tool. Mit der Maus kann der Spieler seine Spielfigur durch die Örtlichkeiten bewegen und mit den Maustasten Aktionen einleiten, die den Spielcharakter mit seiner Umwelt interagieren lassen. Guybrush kann so Gegenstände finden, sie auf die Umgebung oder andere Gegenstände anwenden und mit NPCs kommunizieren. Mit fortschreitendem Handlungsverlauf werden weitere Orte freigeschaltet. Die Kamera zeigt dabei das Geschehen aus einer variablen Perspektive; verlässt der Spieler innerhalb eines Raumes das Sichtfeld, schaltet die Kamera auf eine neue, bessere Position um. Dialoge finden über kontextbezogene Auswahlmenüs statt. Gelegentlich wird die Handlung von sogenannten Minispielen unterbrochen, in denen der Spieler Geschicklichkeit an Stelle von Denkvermögen aufbringen muss. Zwischensequenzen finden komplett in Spielgrafik statt.

## Produktionsnotizen
Mit der Pleite von Telltale Games wurde das Spiel 2018 auf den Online-Vertriebsplattformen ausgelistet. Einige der Telltale-Lizenzen, darunter die für Tales of Monkey Island, wurden von der Firma LCG Entertainment aufgekauft, die das Spiel im Juni 2020 wieder erhältlich machte. Der Erfinder der Serie Ron Gilbert wurde als externer Berater engagiert, hatte jedoch keinen Einfluss auf das Spiel und war mit dem Resultat unzufrieden. Insbesondere der episodenhafte Charakter sei für das Genre völlig ungeeignet.
Die Wii-Episoden wurden laut USK-Internetseite ohne Altersbeschränkung freigegeben. Die Windows/Mac-Variante erhielt eine Freigabe ab 6 Jahren. Die PS3-Fassung ist ab 12 Jahren freigegeben.

## Rezeption
Tales of Monkey Island erhielt größtenteils positive Bewertungen. Die Rezensionsdatenbank Metacritic aggregiert sechs Rezensionen der PlayStation-3-Version zu einem Gesamtwert von 86 aus 100 Punkten. Das deutschsprachige Onlinemagazin 4Players lobte den schrägen Humor und die professionelle Vertonung des Spiels, verwies aber auf eine sehr unterschiedliche Qualität der einzelnen Episoden. GameStar merkte an, dass es sich um keine würdige Fortsetzung von The Curse of Monkey Island handele. Technisch sei das Spiel veraltet. Die Geschichte bliebe kurz und dünn, könne aber mit vertrauten Protagonisten glänzen. Laut PC Games schadeten das zu leichte, teils wieder zu absurde Rätseldesign und die ungenaue Steuerung dem Spielspaß.